# Sporoctomorpha magnoliae
Sporoctomorpha magnoliae är en svampart som beskrevs av J.V. Almeida & Sousa da Câmara 1903. Sporoctomorpha magnoliae ingår i släktet Sporoctomorpha, divisionen sporsäcksvampar och riket svampar.   Inga underarter finns listade i Catalogue of Life.